# Grupa Armii Niemieckiego Następcy Tronu
Grupa Armii Niemieckiego Następcy Tronu  (niem. Herresgruppe Deutscher Kronprinz)  – związek operacyjny Armii Cesarstwa Niemieckiego. 

## Charakterystyka
W sierpniu 1914 rozwinięto w Niemczech do etatów wojennych związki operacyjne (armie). Celem koordynacji działań poszczególnych armii, utworzono wyższe związki operacyjne – grupy armii. Były to tymczasowe jednostki organizacyjne czasu wojny złożone ze zmiennej liczby armii, samodzielnych korpusów i dywizji, przy czym sztab jednej z armii pełnił funkcję sztabu całej grupy.

W celu koordynacji działań wojsk niemieckich na froncie szampańskim, 1 sierpnia 1915 utworzona została Grupa Armii pod dowództwem następcy tronu Prus i Niemiec  gen. piech. księcia Wilhelma Hohenzollerna. W jej skład początkowo weszła 3 i 5 Armia, Grupa Armijna (późniejsza Grupa Operacyjna Gaedego), a także Grupa Operacyjna  Falkenhausena i Strantza działająca na froncie pod Verdun i w Wogezach. 

 7 marca1917 podzielono grupę, pozostawiając jej kontrolę nad Szampanią siłami przeniesionej z GA Ruprechta 1 Armii oraz 3. i 5. Armii. Z pozostałych sił utworzono nową grupę armii pod dowództwem księcia wirtemberskiego Albrechta, która koordynowała front wogeski siłami Grup Operacyjnych „A”, „B” i „C”.

## Struktura organizacyjna
Skład w grudniu 1917:
- dowództwo grupy armii
- 1 Armia
- 3 Armia
- 5 Armia
- 7 Armia
- 18 Armia